# Tabanus subsinerascens
Tabanus subsinerascens är en tvåvingeart som beskrevs av Ricardo 1911. Tabanus subsinerascens ingår i släktet Tabanus och familjen bromsar.
Artens utbredningsområde är Myanmar. Inga underarter finns listade i Catalogue of Life.